# Passeport égyptien
Le passeport égyptien est un document de voyage international délivré aux ressortissants égyptiens, et qui peut aussi servir de preuve de la citoyenneté égyptienne. 

## Apparence physique
Les passeports égyptiens sont de couleur vert foncé, avec les armoiries égyptiennes emblématiques au centre de la couverture avant. Le mot "جواز سفر" ou passeport (le premier étant l'équivalent arabe) est inscrit sous le blason, et "جمهورية مصر العربية"ou "RÉPUBLIQUE ARABE D'ÉGYPTE " au-dessus. Le passeport contient 52 pages. Les passeports sont ouverts à partir de leur extrémité droite et leurs pages sont disposées de droite à gauche.

### Pages d'information sur l'identité
Les informations relatives au passeport égyptien apparaissent sur la couverture rigide, et comprennent les données suivantes dans l'ordre suivant :
- photo du titulaire du passeport (4 × 6 cm ; Hauteur de la tête (jusqu'au sommet des cheveux) : 38 mm ; Distance du sommet de la photo jusqu'au sommet des cheveux : 6 mm) ;
- type [de document, qui est « P » pour « passeport »] ;
- code [du pays de délivrance, à savoir « EGY » pour « République arabe d'Égypte »] ;
- no du passeport ;
- nom complet ;
- date de naissance ;
- lieu de naissance ;
- nationalité ;
- sexe ;
- date de délivrance ;
- date d'expiration ;
- bureau de délivrance ;
- numéro d'identification national (en arabe) ;
- profession ;
- nom du mari et nationalité (en arabe) — femmes mariées uniquement ;
- statut militaire (en arabe) — hommes uniquement ;
- adresse (en arabe) ;
- zone de lecture automatique ;
- code-barres PDF417 (code lisible à la machine + numéro de série du passeport + numéro du bureau de délivrance) ;
- aucune signature n'est requise.

### Note sur les passeports
Les passeports contiennent une note de l'État émetteur qui est adressée aux autorités de tous les autres États, identifiant le porteur comme un citoyen de cet État et demandant qu'il soit autorisé à passer et soit traité selon les normes internationales. Les parties textuelles des passeports égyptiens sont imprimées en anglais et en arabe. La note à l'intérieur des passeports égyptiens est rédigée en anglais :
The Minister of Foreign Affairs requests all whom it may concern to permit the bearer of this Passport to pass, assist and protect him whenever necessary.

### Langues
Les parties textuelles des passeports égyptiens étaient traditionnellement imprimées en arabe et en français, y compris pendant et après l'union de la République arabe unie avec la Syrie. Récemment, l'anglais a pris la place du français, qui n'apparaît plus sur le passeport.